# Polyalthia polyphlebia
Polyalthia polyphlebia är en kirimojaväxtart som beskrevs av Friedrich Ludwig Diels. Polyalthia polyphlebia ingår i släktet Polyalthia och familjen kirimojaväxter. Inga underarter finns listade i Catalogue of Life.